# Morihei Ueshiba
Morihei Ueshiba (植芝 盛平, Ueshiba Morihei, 14 de dezembro de 1883 – 26 de abril de 1969) foi um mestre de artes marciais japonês e fundador da arte marcial do aikido. É frequentemente chamado de "o fundador" Kaiso (開祖) ou Ōsensei (大先生/翁先生), "Grande Professor".

## Vida
Filho de um proprietário de terras de Tanabe, Ueshiba estudou diversas artes marciais na juventude e serviu no Exército Japonês durante a Guerra Russo-Japonesa. Após ser dispensado em 1907, mudou-se para Hokkaido como líder de um assentamento pioneiro; lá, conheceu e estudou com Sokaku Takeda, o fundador do Daitō-ryū Aiki-jūjutsu. Ao deixar Hokkaido em 1919, Ueshiba juntou-se ao movimento Ōmoto-kyō, uma seita xintoísta, em Ayabe, onde atuou como instrutor de artes marciais e abriu seu primeiro dojo. Acompanhou o líder do grupo Ōmoto-kyō, Onisaburo Deguchi, em uma expedição à Mongólia em 1924, onde foram capturados por tropas chinesas e retornaram ao Japão. No ano seguinte, teve uma profunda experiência espiritual, declarando que "um espírito dourado surgiu do solo, envolveu meu corpo e transformou meu corpo em um dourado." Após essa experiência, sua técnica de artes marciais tornou-se mais suave, com maior ênfase no controle do ki.
Ueshiba mudou-se para Tóquio em 1926, onde estabeleceu o que viria a ser o Aikikai Hombu Dojo. Nessa época, ele já era relativamente famoso nos círculos de artes marciais e lecionava nesse dojo e em outros ao redor do Japão, incluindo em várias academias militares. Após a Segunda Guerra Mundial, o Hombu dojo foi temporariamente fechado, mas Ueshiba, nesse ponto, havia deixado Tóquio e se aposentado para Iwama, onde continuou treinando no dojo que havia estabelecido lá. Do final da guerra até a década de 1960, trabalhou para promover o aikido no Japão e no exterior. Faleceu de câncer de fígado em 1969.
Após a morte de Ueshiba, o aikido continuou a ser difundido por seus alunos (muitos dos quais se tornaram notáveis mestres de artes marciais por conta própria). Atualmente, é praticado em todo o mundo.

## Biografia
Muito fraco na infância, seu pai o incentivou a fazer natação e artes marciais para se fortalecer. Passou por um grande número de artes marciais, inclusive por um bom número de desafios em todo o Japão, principalmente no tempo em que servia o exército. Utilizava principalmente o sumô e alguns estilos de jujutsu e nunca tinha perdido uma luta até cruzar seu caminho com Sokaku Takeda, mestre e soke de aikijujutsu do estilo daito-ryu. Ueshiba treinou com Takeda exaustivamente, chegando a ser um de seus alunos mais próximos.
Mais tarde, Ueshiba é chamado para dar aula de artes marciais para a marinha. Assim, funda o aikido.
Na composição de sua arte marcial, o mestre foi buscar a grande maioria do repertório técnico nos ensinamentos de Sokaku Takeda, o estilo Daito-ryu de aiki-jiu-jitsu, que treinou de 1915 a 1937, tendo, inclusive recebida a licença (kyoju dairi) do mestre para ensinar o sistema, em 1922. Tendo também sido agraciado com a espada Kashima Shinden, mestre Ueshiba tornou-se então um representante do Daito-ryu, pelo que excursionou com a Takeda como assistente de ensino e ensinou o sistema aos outros sob o nome de Daito-ryu.

## Lista parcial de alunos (uchi-deshi) de Morihei Ueshiba
- Hiroshi Tada
- Nobuyuki Watanabe
- Yasuo Kobayashi
- Seiseki Abe
- Shoji Nishio (1927 - 2005) - Fundador do Aiki Toho Iaido
- Tadashi Abe
- Kazuo Chiba
- Terry Dobson
- Gaku Homma - Fundador do Nippon Kan Kancho, último Uchideshi
- Mitsunari Kanai
- Shuji Maruyama
- Minoru Mochizuki
- Mutsuro Nakazono
- André Nocquet
- Masamichi Noro - Fundador do Kinomichi.
- Morihiro Saito
- Mitsugi Saotome
- Gozo Shioda
- Seiichi Sugano
- Kanshū Sunadomari
- Nobuyoshi Tamura
- Koichi Tohei (1920 - 2011) - Fundador do Shin Shin Toistu Aikido (Ki-Aikidô)
- Kenji Tomiki - Um dos primeiros alunos de O-Sensei
- Yoshimitsu Yamada
- Michio Hikitsuchi
- Robert Nadeau
- Toshinobu Suzuki (1918 - 2009) - Fundador do Takemusu Aikido Kai

## Trabalhos
- Morihei Ueshiba, The Heart of Aikido: The Philosophy of Takemusu Aiki (2010), Kodansha International, ISBN 978-4-7700-3114-3
- Morihei Ueshiba, The Secret Teachings of Aikido (2008), Kodansha International, ISBN 978-4-7700-3030-6
- Morihei Ueshiba, The Essence of Aikido: Spiritual Teachings of Morihei Ueshiba (1994), Kodansha International, ISBN 978-4-7700-1727-7
- Morihei Ueshiba, The Art of Peace: Teachings of the Founder of Aikido (1992), Shambhala, ISBN 978-0-8777-3851-0 - seleção de palestras, poemas, caligrafias e discursos orais de Moriheitradition, including excerpt from Budo, Aikido: The Spiritual Dimension, and Aiki Shinzui compilado e traduzido por John Stevens
- Morihei Ueshiba, Budo: Teachings of the Founder of Aikido (1991), Kodansha International, ISBN 978-4-7700-1532-7